# Wonderwall
Wonderwall è una delle canzoni più celebri della band inglese Oasis, estratta come terzo singolo da (What's the Story) Morning Glory?, album del 1995. Scritto da Noel Gallagher, è uno dei brani che hanno consacrato il gruppo come leader del movimento Britpop e come una delle più influenti band del palcoscenico europeo.
Disco di platino nel Regno Unito, nel 2008 occupava il 76º posto nella classifica dei singoli più venduti nel Regno Unito, dove ha venduto oltre un milione di copie. È inoltre l'unico singolo degli Oasis ad essere entrato nella top 10 dei singoli negli Stati Uniti dove ha vinto il disco d'oro. Figura nel greatest hits della band Stop the Clocks del 2006 e nella compilation Time Flies... 1994-2009 del 2010, dove all'inizio della canzone si può sentire un colpo di tosse. Invece nel suo album di provenienza (What's the Story) Morning Glory? il colpo di tosse è alla fine della canzone precedente Roll with It. Nel marzo 2016 un sondaggio condotto tra gli ascoltatori di Radio X ha decretato Wonderwall canzone britannica più bella di sempre.
Il titolo, letteralmente Il muro delle meraviglie, parola nonsense e priva di significato reale, è un omaggio voluto a George Harrison, chitarrista dei Beatles, che così aveva intitolato il suo primo album da solista. Al giorno d'oggi è una delle canzoni più rappresentative dell'intera produzione degli Oasis, nonché uno dei brani con cui più vengono identificati.

## Genesi del brano
Nel 2010, in una delle interviste sui brani più celebri degli Oasis, rilasciate in occasione dell'uscita della raccolta Time Flies... 1994-2009, Noel Gallagher spiegò che l'ispirazione per il titolo del brano venne dall'album Wonderwall Music di George Harrison e che il titolo iniziale del brano era Wishing Stone. Il musicista ha rievocato la genesi del brano anche in un'intervista del 2015 in Scozia.
(Noel Gallagher, 2015)
Ricordo che il titolo iniziale era Wishing Stone. Non so perché, ma era una cosa tipo Wonderwall, capisci ... L'album di George Harrison ... Sai, la storia sarebbe stata proprio diversa se l'avessi chiamata Wishing cazzo di Stone! Ricordo che Alan McGee e Dick Green vennero ad ascoltarla, ad ascoltare l'album che praticamente era stato completato. Ricordo che si guardarono. Posso giurare di aver visto i simboli della sterlina (£) nei loro occhi.»
(Noel Gallagher, 2010)

## Video musicale
Il video musicale, tra i più rappresentativi degli anni novanta, è in bianco e nero e ha un'ambientazione dai connotati circensi (vi è la presenza di clown, giocolieri ed altri).
Fu registrato alla Unit 217B di Woolwich, a Londra, il 30 settembre 1995.
Il video inizia proprio con un clown che inserisce un LP degli Oasis in un antico giradischi. Partita la musica, si vede Noel Gallagher, spalle alla telecamera, suonare la chitarra acustica seduto su uno sgabello. Poco dopo compaiono gli altri membri del gruppo, fra cui Liam, circondati da giocolieri e violinisti. Il video è ambientato in un enorme sgabuzzino, dove la band, oltre che a suonare il brano, è impegnata in altre attività. Liam, per esempio, tenta la fortuna a una slot machine, mentre il chitarrista ritmico Paul "Bonehad" Arthurs e il batterista Alan White gareggiano a freccette. Non compare il bassista Paul "Guigsy" McGuigan, che in quel periodo aveva brevemente lasciato la band a causa di un esaurimento nervoso, sostituito da Scott McLeod. Il video si conclude con il clown che toglie l'LP dal giradischi e se ne va.
La casa discografica della band aveva rifiutato categoricamente la prima versione del video, la quale non prevedeva nessun gioco di luce né altri effetti visivi. Solo dopo l'introduzione di questi ultimi il video ha avuto il benestare.
(Nigel Dick, regista del video)
Il videoclip è stato premiato ai Brit Awards del 1996 come British Video of the Year.

## Tracce
Testi e musiche di Noel Gallagher, eccetto dove indicato.
CD (Regno Unito)
1. Wonderwall – 4:19
2. Round Are Way – 5:42
3. The Swamp Song – 4:19
4. The Masterplan – 5:23

CD (Stati Uniti)
1. Wonderwall – 4:14
2. Round Are Way – 5:41
3. Talk Tonight – 4:11
4. Rockin' Chair – 4:33
5. I Am the Walrus (Live) – 8:14 (Lennon-McCartney)

## Formazione
- Liam Gallagher – voce, tamburello
- Noel Gallagher – chitarra acustica, chitarra elettrica, basso, cori, piano
- Paul "Bonehead" Arthurs – mellotron
- Alan White – batteria

## Classifiche

### Classifiche settimanali
| Classifica (1995/96)            | Posizione massima |
| ------------------------------- | ----------------- |
| Australia                       | 1                 |
| Austria                         | 6                 |
| Belgio (Fiandre)                | 7                 |
| Belgio (Vallonia)               | 7                 |
| Canada                          | 5                 |
| Canada (rock/alternative)       | 1                 |
| Danimarca                       | 9                 |
| Europa                          | 8                 |
| Finlandia                       | 11                |
| Francia                         | 10                |
| Germania                        | 17                |
| Irlanda                         | 2                 |
| Italia                          | 17                |
| Norvegia                        | 5                 |
| Nuova Zelanda                   | 1                 |
| Paesi Bassi                     | 8                 |
| Regno Unito                     | 2                 |
| Stati Uniti                     | 8                 |
| Stati Uniti (adult alternative) | 5                 |
| Stati Uniti (alternative)       | 1                 |
| Stati Uniti (dance/electronic)  | 17                |
| Stati Uniti (mainstream rock)   | 9                 |
| Stati Uniti (pop)               | 10                |
| Svezia                          | 12                |
| Svizzera                        | 17                |

### Classifiche di fine anno
| Classifica (2022) | Posizione |
| ----------------- | --------- |
| Regno Unito       | 80        |
| Classifica (2023) | Posizione |
| Regno Unito       | 78        |
| Classifica (2024) | Posizione |
| Regno Unito       | 75        |

## Cover
Il grande successo ottenuto dal brano ha spinto molti artisti a realizzarne cover:
- Per la colonna sonora del telefilm The OC è stata realizzata una cover della canzone da Ryan Adams.
- Nel 2007 il DJ statunitense Nick Terranova ne ha realizzato una versione House, dal titolo Shake The Wall.
- Alla fine di in una puntata del telefilm Smallville è stata inserita una cover di Wonderwall.[di quale artista?]
- Nel 2011 la band The Pretty Reckless ha realizzato una cover durante un programma televisivo in Francia.[quale?]
- Nel 2012 la cantante statunitense Anastacia ne ha registrato una cover per il proprio album di cover It's a Man's World.
- Nel 2012 la boy band inglese One Direction, per il dietro le quinte del loro primo video musicale, ha realizzato una cover acustica del brano.
- Nel 2025 il gruppo musicale metalcore Bring Me the Horizon ha realizzato una cover del brano, pubblicandola come singolo.